# Thomas Gerhard Majewski
Thomas Gerhard Majewski (* 1974 in Günzburg, Bayern) ist ein deutsch-österreichischer Dokumentarfilmer.
Er wurde in Günzburg geboren und wuchs in Schnuttenbach, einem Ortsteil von Offingen, auf. Seit 1996 hat er neben der deutschen die österreichische Staatsbürgerschaft. Ab 2000 studierte er an der Kunsthochschule Kassel. Sein Abschlusswerk für die Filmklasse Kassel  „Verborgen in Schnuttenbach“ wurde 2009 beim 26. Kasseler Dokumentarfilm- und Videofest mit dem „Goldenen Herkules“ ausgezeichnet.